# Final Depravity
Final Depravity ist eine deutsche Metal-Band, die 2007 von Dennis „Blaze“ Baron in Gelsenkirchen gegründet wurde. Ihr Musikstil lässt sich als Thrash Metal und Groove Metal beschreiben.

## Geschichte
Bei ihrer Gründung im Jahre 2007 hatte die Band vier Mitglieder. Als Manager agierte Tom Angelripper, Frontmann der Thrash-Metal-Band Sodom, der mit Martin Sosna die Promotionfirma Death Squad Promotion ins Leben rief. Im Sommer 2008 veröffentlichte die Band ihr erstes Demo namens N13 (Demo). Danach spielten Final Depravity in dem Club Matrix Bochum, an der Seite von Sodom und Legion of the Damned. Final Depravity spielten in dieser Zeit zahlreiche Konzerte und arbeiteten zeitgleich an ihrem ersten Album. Im Jahre 2010 folgte ein Plattenvertrag bei Nihilistic Empire Records, einer Plattenfirma aus Duisburg.
Nach einigen Wechseln in der Besetzung, stiegen Oliver Hey (Gitarre) und Tristan Maiwurm (Schlagzeug) in die Band ein. Danach fand der erste Auftritt mit der neuen Besetzung auf dem Turock Open-Air in Essen statt. Im Oktober 2010 erschien das Debütalbum Nightmare 13, auf dem auch Tom Angelripper bei dem Song Veil of Secrecy zu hören ist. Im Jahre 2011 gingen Death Squad Promotion und Final Depravity getrennte Wege. Management, Promotion und Booking wurden nun von Sascha Vatti Risseler (Ex-Eternal Dirge) von Featured Artists übernommen. Im Frühjahr des Jahres 2011 gingen Final Depravity auf Europatour mit den Bands Onslaught und Suidakra. Die Tour hieß Scream for Violence – Tour und beinhaltete zwanzig Konzerte in dreizehn Ländern. Kurze Zeit vor Tourauftakt gab es einen weiteren Wechsel in der Besetzung. Den Bass übernahm nun Alex Voß (Ex-Majesty).
Final Depravity war Teil des Line-Ups des Metalfest in Dessau. Am 1. Juli 2011 spielte die Band eine Clubshow im Club Matrix Bochum mit der Band Arch Enemy. 2012 trennten sich Final Depravity von ihrem Schlagzeuger Tristan Maiwurm (ex-Mystic Prophecy). Seinen Platz nahm Jerome Reil, Sohn des Kreator-Schlagzeugers Jürgen Ventor Reil, ein. Ende des Jahres 2013 veröffentlichten Final Depravity ihr zweites Album Thrash Is Just the Beginning. Die Releaseshow fand in der Zeche Carl in Essen, mit den Bands Endstille und Obscurity, statt. 2014 übernahm Matthias Vatter den Bass. Final Depravity spielten erneut auf dem Metalfest und waren Teil des Nord Open-Air Festivals in Essen. 2015 veröffentlichten Final Depravity die Single Call to the Grave, die nie Teil eines Albums war.
Zwischen 2015 und 2018 spielte die Band zahlreiche Gigs. Einer davon war das Ruhrpott Metal Meeting in der Turbinenhalle Oberhausen, mit Bands wie Accept, Hammerfall und At the Gates. 2016 übernahm die Band ihr Management und Booking selbst. Ab 2018 gingen die Band und ihr Schlagzeuger Jerome Reil getrennte Wege. In den Jahren 2018 bis 2020 hörte man wenig von der Band und es gab keine Auftritte oder Releases. 2021 übernahm Benjamin Krzis den Gesang und Yannick Argast (Ex-Outrage) übernahm das Schlagzeug. Im Dezember 2022, zum 15. Bandjubiläum, veröffentlichte die Band die Single As the Crow Flies als Re-Release.

## Diskografie
Demos
- 2008: N13 Demo

Alben
- 2010: Nightmare 13 (Nihilistic Empire Records)
- 2013: Thrash Is Just the Beginning (Nihilistic Empire Records)

Singles
- 2015: Call to the Grave
- 2022: As the Crow Flies